# 天主教卡奧爾教區
天主教卡奧爾教區（拉丁語：Dioecesis Ruthenensis）是法國一個羅馬天主教教區，屬圖盧茲總教區。
第一位主教見於506年的文獻。教區位於洛特省，2006年有教友大约144,000人（佔轄區總人口89.1%）、403個堂區、九十九名司鐸。現任教區主教為諾爾貝·若瑟·亨利·圖里尼。